# Akademia (starożytność)

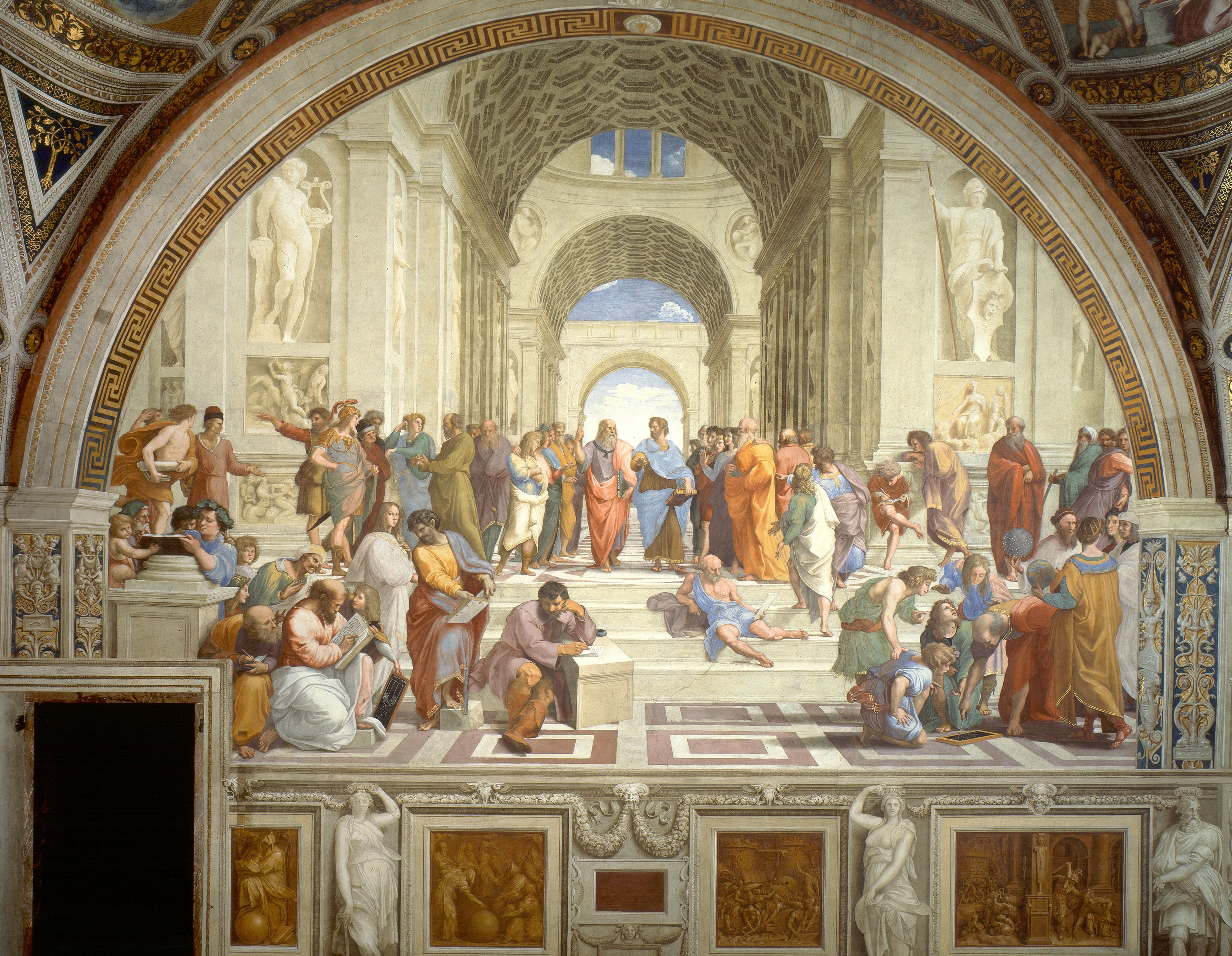
Szkoła Ateńska (1509–1510), fresk Rafaela znajdujący się w Pałacu Apostolskim

Akademia (stgr. Ἀκαδημία) – szkoła założona w Atenach ok. 387 p.n.e. przez Platona, istniała aż do splądrowania Aten przez wodza rzymskiego Sullę w 86 p.n.e. Część platońskich filozofów została potem w Atenach, inni działali w Aleksandrii i w Syrii. Akademia reaktywowana została (w innym miejscu Aten) pod koniec IV wieku n.e. i zlikwidowana 529 przez cesarza bizantyjskiego Justyniana. Platon założył ją w gaju poświęconym herosowi ateńskiemu Akademosowi, od którego imienia pochodzi jej nazwa. Zajmowano się w niej przede wszystkim filozofią i matematyką, a także retoryką i naukami przyrodniczymi. Legenda głosi, że widniał na niej napis niech nieznający geometrii nie wchodzi (ἀγεωμέτρητος μηδεὶς εἰσίτω).

## Początki Akademii Platońskiej
Akademia była przedmieściem Aten położonym ok. 3 km na północny wschód od Agory, wzdłuż drogi na przedmieście Keramejkos. Wzięła nazwę od ateńskiego herosa Akademosa – poza murami miasta znajdował się poświęcony mu święty gaj. Archaiczna nazwa dzielnicy brzmiała Hekademeia, w czasach klasycznych nazywano ją Akademia.
Platon założył Akademię po pierwszej podróży na Sycylię, ok. 387 p.n.e. Założenie Akademii mogło być inspirowane przez instytucjonalne formy bractwa pitagorejskiego, z którymi Platon zapoznał się w Italii.
Do niedawna sądzono, że Akademia powstała jako stowarzyszenie religijne czcicieli Apollina i Muz – hipotezę tę wysnuwał m.in. Ulrich von Wilamowitz-Moellendorf, który sądził, że skoro Akademia była pierwszą uczelnią i prawa ateńskie nie przewidywały możliwości powstania instytucji tego rodzaju, można uznać za zrozumiałe na gruncie umysłowości greckiej, że Platon założył Akademię właśnie jako stowarzyszenie religijne. Obecnie tezę tę uznaje się za domysł i twierdzi, że Platon mógł założyć Akademię jako stowarzyszenie nieformalne.

## Etapy rozwoju Akademii Platońskiej
Przez ponad 900 lat istnienia Akademia przeżywała okresy kryzysu (a nawet zaniku) i odrodzenia, zmieniały się też dominujące w niej poglądy filozoficzne, najczęściej jednak przeważały różne interpretacje platonizmu. Od starożytności wyróżnia się trzy główne etapy rozwoju Akademii:
- akademię starszą,
- akademię średnią (od scholarchatu Arkezylaosa, tendencje sceptyckie)
- akademię młodszą (od scholarchatu Filona z Larissy, tendencje stoickie).

### Akademia starsza
Akademia starsza zachowywała główne wątki filozofii Platona, pogłębiając w niej aspekty pitagorejskie i zainteresowanie matematyką. Zdaniem wielu zagubiła jednak prawdziwą treść platońskiej teorii idei (Giovanni Reale określa to jako „zagubienie głębi spekulatywnej”). Po 40-letnim scholarchacie Platona scholarchą został Speuzyp, jego siostrzeniec – nie mamy pewnych informacji na ten temat, wydaje się jednak, że objęcie scholarchatu przez Speuzypa wywołało burzliwy konflikt z Arystotelesem, który ostatecznie założył własną szkołę, Lýkeion. Speuzyp interesował się przede wszystkim matematyką, w jego filozofii funkcje, które u Platona pełniły idee, przejęły byty matematyczne. Kolejni scholarchowie starszej akademii to Ksenokrates z Chalcedonu, rozwijający platońską demonologię, Polemon z Aten, rozwijający etykę platońską i sprawujący scholarchat tylko przez rok Krates z Mallos. Inni znaczniejsi filozofowie starszej akademii to Heraklides z Pontu, Eudoksos z Knidos, Filip z Opos i Krantor z Soloj. Własne szkoły filozoficzne założyli prócz Arystotelesa także inni uczniowie Akademii – Heraklides z Pontu i twórca stoicyzmu uczeń Kratesa Zenon z Kition. I Lykeion, i założona przez Zenona Stoa wzorowały się na formach instytucjonalnych Akademii.

### Akademia średnia
Za Scholarchatu Arkezylaosa Akademia odstąpiła od czystego platonizmu akademii starszej i przejęła wiele wątków filozofii sceptyckiej – do tak ukształtowanej filozofii akademii średniej stosuje się termin akademizm lub sceptycyzm akademicki. Tak używał go Augustyn z Hippony. Akademicy poruszali przede wszystkim zagadnienia epistemologiczne – zdaniem Arkezylaosa możemy mieć pewność podmiotową co do prawdy, nie możemy mieć jednak pewności przedmiotowej. Filozofię tę rozwinął przede wszystkim Karneades z Cyreny, twórca probabilizmu.

### Akademia młodsza
Od scholarchatu Filona z Laryssy i Antiocha z Askalonu (II w. p.n.e.) filozofowie skupieni w Akademii starali się powrócić do autentycznej nauki Platona. W istocie stworzyli jednak eklektyczną syntezę platonizmu i stoicyzmu. Na przełomie tysiącleci działalność szkoły platońskiej rozprasza się, Akademia przestaje być centrum platonizmu – zarazem coraz silniejsze stają się w jej filozofii wątki pitagorejskie, religijne i mistyczne. Od Ammoniusza Sakkasa mówi się o neoplatonizmie – najważniejszym ośrodkiem filozofii platońskiej jest wtedy Aleksandria, gdzie działał Plotyn, a także Syria, gdzie działali Porfiriusz i Jamblich.

## Szkoła ateńska
Po zniszczeniu Aten i Akademii przez Sullę (86 rok przed Chr.) platońscy filozofowie rozproszyli się. Część została w Atenach, inni wznowili działalność w Aleksandrii. Po prawie 5 wiekach przerwy Akademia została założona na nowo w Atenach pod koniec V wieku przez neoplatoników, którzy nazywali się następcami (diadochoi) Platona. Między Akademią późnej starożytności a Akademią założoną przez Platona nie było jednak ciągłości instytucjonalnej ani kulturowej. Skupieni w Atenach filozofowie pochodzili z różnych części świata hellenistycznego, często ze Wschodu. W Akademii działają w V w. Plutarch z Aten, Syrianos, Proklos, Marinos z Neapolis, Izydor z Aleksandrii, Damascjusz i Symplicjusz z Cylicji.
W 529 cesarz Justynian nakazał zamknięcie szkoły ze względów religijnych. Działający w niej filozofowie udali się wtedy do Persji, by po dwóch latach powrócić do Aten. Działalność filozoficzna zamiera w Atenach wraz ze śmiercią ostatniego przedstawiciela szkoły Symplicjusza ok. 560 roku.

## Lista scholarchów Akademii
Tak daty sprawowania scholarchatu, jak i sama wykaz scholarchów umieszczone na tej liście nie są pewne lub mają charakter przypuszczeń.

### Ateny
Akademia starsza
- Platon z Aten – 387–347 p.n.e.
- Speuzyp z Aten – 347–339
- Ksenokrates z Chalcedonu – 339–314
- Polemon z Aten – 314–270
- Krates z Aten – 270–268

Akademia średnia
- Arkezylaos z Pitane – 264–241
- Lakydes z Cyreny – 241–224
- Tekles i Ewander – 224–215
- Hegines z Pergamonu – ?

Akademia młodsza
- Karneades z Cyreny – w 150 w Rzymie; od 136
- Karneades syn – 136–130
- Krates z Tarsu – 130–127
- Kleitomach z Kartaginy – 127–110
- Filon z Laryssy – 110–88
- Antioch z Askalonu – 88–68

Scholarchowie po zniszczeniu Akademii przez Sullę w 86 roku
- Arystos z Askalonu – 68–51
- Teomnestos z Naukratis – 51–44 p.n.e.
- Ammonniusz Egipcjanin – 55 n.e. – 65 n.e.
- Kalwizjos Tauros z Berytos – 120–135
- Attikos – 160–180
- Teodot – 230
- Eubul – 265
- Pryskos – 370

Szkoła ateńska
- Plutarch z Aten – do 432
- Syrianos – 432–437
- Proklos – 437–485
- Marinos z Neapolis – od 485
- Izydor z Aleksandrii – ok. 490
- Hegiasz – ?
- Zenodot – ?
- Damascjusz – do 529

### Aleksandria
- Ammonios Sakkas – 210 n.e.
- Plotyn – 244–270
- Porfiriusz – 270–304
- Jamblich – 330
- Diodot albo Teodul
- Eubul
- Hierokles
- Olimpiodor Młodszy
- Hermiasz z Aleksandrii
- Amoniusz, syn Hermiasza